# Gyöngyösmellék
Gyöngyösmellék is een plaats (község) en gemeente in het Hongaarse comitaat Baranya. Gyöngyösmellék telt 331 inwoners (2001).